# Leatrice Eiseman
Leatrice Eiseman ist eine US-amerikanische Farbspezialistin, die Unternehmen bei der Farbauswahl in einer Reihe von Bereichen wie Verpackung, Logos und Innenarchitektur unterstützt. Sie ist Geschäftsführerin des Pantone Color Institute, einer Abteilung von Pantone und Autorin von zehn Büchern über Farben, von denen Colors For Your Every Mood von der Independent Publisher’s Association ausgezeichnet wurde.

## Hintergrund
Eiseman hat einen Abschluss in Psychologie der Antioch University und ein Beratungszertifikat der UCLA. Sie hat in den Bereichen Mode und Innendesign studiert und gelehrt. Sie ist Mitglied der Industrial Designers Society of America und der Fashion Group International und wurde von der Color Marketing Group mit einem prestigeträchtigen Dienstleistungspreis ausgezeichnet. Außerdem wählt sie zweimal im Jahr die 10 besten Modefarben für Pantone und Women’s Wear Daily aus.

## Farbe des Jahres
Das Pantone Farb-Institut wählt seit 2000 einen Farbton als Farbe des Jahres aus. Die Farben werden aus der Palette der 1963 eingeführten 14 Grundfarben und deren Mischungen ausgewählt. Die Wahl aus dem Pantone-System erfolgt nach Überlegungen zum Lifestyle-Trend des jeweiligen Jahres. Die Auswahl soll beispielsweise Modefirmen als Inspiration dienen. Mit der „Pantone Color of the Year“ wird Einfluss auf die Produktentwicklung in zahlreichen Branchen, wie Mode, Inneneinrichtung und industrielles Produktdesign oder auch Produktverpackung und Grafikdesign genommen. Es werden Farbtrends aus der Unterhaltungs- und Filmbranche, aus Kunstsammlungen und Werken neuer Künstler, der Mode und im sozioökonomischen Umfeld bewertet und einbezogen.
Bestimmt wird die Farbe von einem zehnköpfigen Team, dessen Mitglieder aber anonym bleiben sollen und verschiedene kulturelle, geografische und designtechnische Hintergründe haben. Dieses Team macht Vorschläge und hält sie in sogenannten „mood boards“ fest, Paletten, die aus Stofffetzen, Schnappschüssen, ausgerissenen Anzeigen aus Modemagazinen bestehen können. Daraus wird unter der Aufsicht von Leatrice Eiseman eine Auswahl erstellt, aus der dann wiederum die Farbe des Jahres gewählt wird.

### Übersicht nach Jahren
- Cerulean Blue (2000)
- Fuchsia Rose (2001)
- True Red (2002)
- Aqua Sky (2003)
- Tigerlily (2004)
- Blue Turquoise (2005)
- Sand Dollar (2006)
- Chili Pepper (2007)
- Blue Iris (2008)
- Mimosa (2009)
- Turquoise (2010)
- Honeysuckle (2011)
- Tangerine Tango (2012)
- Emerald (2013)
- Radiant Orchid (2014)
- Marsala (2015)
- Serenity sowie Rose Quartz (2016)
- Greenery (2017)
- Ultra Violet (2018)
- Living Coral (2019)
- Classic Blue (2020)
- Illuminating sowie Ultimate Grey (2021)
- Very Peri (2022)
- Viva Magenta (2023)
- Peach Fuzz (2024)

## Veröffentlichungen
- Colors for Your Every Mood (1998) ISBN 978-1-892123-38-1 (ausgezeichnet von der Independent Book Publishers Association)[6]
- Pantone Guide to Communicating with Color (2000) ISBN 978-0-9666383-2-5
- The Color Answer Book (2003) ISBN 978-1-933102-10-8
- More Alive With Color (2006) ISBN 978-1-933102-41-2
- Color: Messages and Meanings (2006) ISBN 978-0-9714010-6-8
- Pantone: The 20th Century in Color (2011) ISBN 978-0-8118-7756-5
- Pantone on Fashion: A Century of Color in Design (2014) ISBN 978-1-4521-3052-1
- The Complete Color Harmony:  Pantone Edition (2017) ISBN 978-1-63159-296-6